# Herb Adelaide
Herb Adelaide został przyznany Adelaide przez Heralds College 20 kwietnia 1929.
Na niebieskiej, dzielonej na czworo czerwonym krzyżem tarczy znajdują się: trzymasztowy statek pod pełnymi żaglami symbolizujący jak ważny dla miasta jest handel oraz że pierwsi osadnicy przybyli do Australii Południowej na pokładzie statku, złote runo symbolizujące wkład hodowli owiec do gospodarki, głowę byka oznaczającą hodowlę bydła i złoty snopek. Tarcza trzymana jest przez kangura i lwa. Poniżej tarczy znajduje się łacińskie motto "Ut Prosint Omnibus Conjuncti" - zjednoczeni dla wspólnego dobra.